# Hautepierre-le-Châtelet
Hautepierre-le-Châtelet korábbi község (település) Franciaországban, Doubs megyében. 2016. január 1-jén Athose, Chasnans, Nods, Rantechaux és Vanclans községgel egyesült és Les Premiers Sapins új község része lett.
Lakosainak száma 107 fő (2018. január 1.). Hautepierre-le-Châtelet Athose és Mouthier-Haute-Pierre községekkel határos.

## Népesség
A település népességének változása:
| Lakosok száma | 108  | 103  | 102  | 101  | 80   | 83   | 96   | 110  | 108  | 107  |
|               | 1962 | 1968 | 1982 | 1990 | 1999 | 2008 | 2011 | 2013 | 2017 | 2018 |